# Lola's Theme
Lola's Theme è un singolo house prodotto dei Shapeshifters, pubblicato nel luglio 2004.
Il brano contiene un campionamento di What About My Love, una hit del 1982 del cantante R&B Johnnie Taylor, mentre il ritornello contiene parti di testo prese da Love Me Tonight, un brano del cantante house Anthony White del 1993.
La canzone è stata presente anche nella colonna sonora del videogioco Grand Theft Auto IV: The Ballad of Gay Tony nella stazione radio Vladivostok FM. Della canzone la melodia e la musica vengono riprese in Work with my love di Alok e James Arthur.

## Tracce
1. Lola's Theme (radio edit) – 3:25
2. Lola's Theme (main mix) – 8:11
3. Lola's Theme (Extended Vocal Mix) – 6:54
4. Lola's Theme (Eric Prydz Mix) – 8:02
5. Lola's Theme (Calderone Vocal Mix) – 10:26
6. Lola's Theme (video) – 3:30

## Classifiche
| Classifica (2004)                        | Posizione massima |
| ---------------------------------------- | ----------------- |
| Australia (ARIA)                         | 35                |
| Austria (Ö3 Austria Top 40)              | 47                |
| Belgio (Ultratop 50 Flanders)            | 19                |
| Belgio (Ultratip Wallonia)               | 2                 |
| Danimarca(Track Top-40)                  | 17                |
| Finlandia (Suomen virallinen lista)      | 2                 |
| Germania (Media Control AG)              | 23                |
| Irlanda (IRMA)                           | 7                 |
| Italia (FIMI)                            | 18                |
| Paesi Bassi (Dutch Top 40)               | 13                |
| Nuova Zelanda (RIANZ)                    | 11                |
| Svezia (Sverigetopplistan)               | 41                |
| Svizzera (Schweizer Hitparade)           | 31                |
| UK Singles (The Official Charts Company) | 1                 |
| US Hot Dance Club Songs (Billboard)      | 1                 |